# Reithrodontomys creper
Reithrodontomys creper är en däggdjursart som beskrevs av Outram Bangs 1902. Reithrodontomys creper ingår i släktet skördemöss, och familjen hamsterartade gnagare. IUCN kategoriserar arten globalt som livskraftig. Inga underarter finns listade i Catalogue of Life.
Arten når en kroppslängd (huvud och bål) av 89 till 93 mm och en svanslängd av 119 till 145 mm. Bakfötterna är 22 till 25 mm långa och öronen är 13 till 17 mm stora. Viktuppgifter saknas. I den orangebruna pälsen på ovansidan är flera svarta täckhår inblandade. Kroppssidorna är ljusare orangebrun och på undersidan förekommer ljus kanelfärgad päls med rosa nyanser. Arten har ett större kranium än Reithrodontomys tenuirostris (i förhållande till andra kroppsdelar).
Arten förekommer i Costa Rica och norra Panama. Den lever i bergstrakter mellan 1300 och 3350 meter över havet. Reithrodontomys creper hittas främst i skogar eller nära skogar. Den vistas främst på marken men den kan klättra i växtlighetens låga delar.
Individerna är nattaktiva.